# Rose O'Neill
Pour les articles homonymes, voir O'Neill.
Compléments
Rose O'Neill (née à Wilkes-Barre le 25 juin 1874 et morte à Springfield le 6 avril 1944) est une dessinatrice, autrice de bande dessinée et romancière américaine.

## Biographie

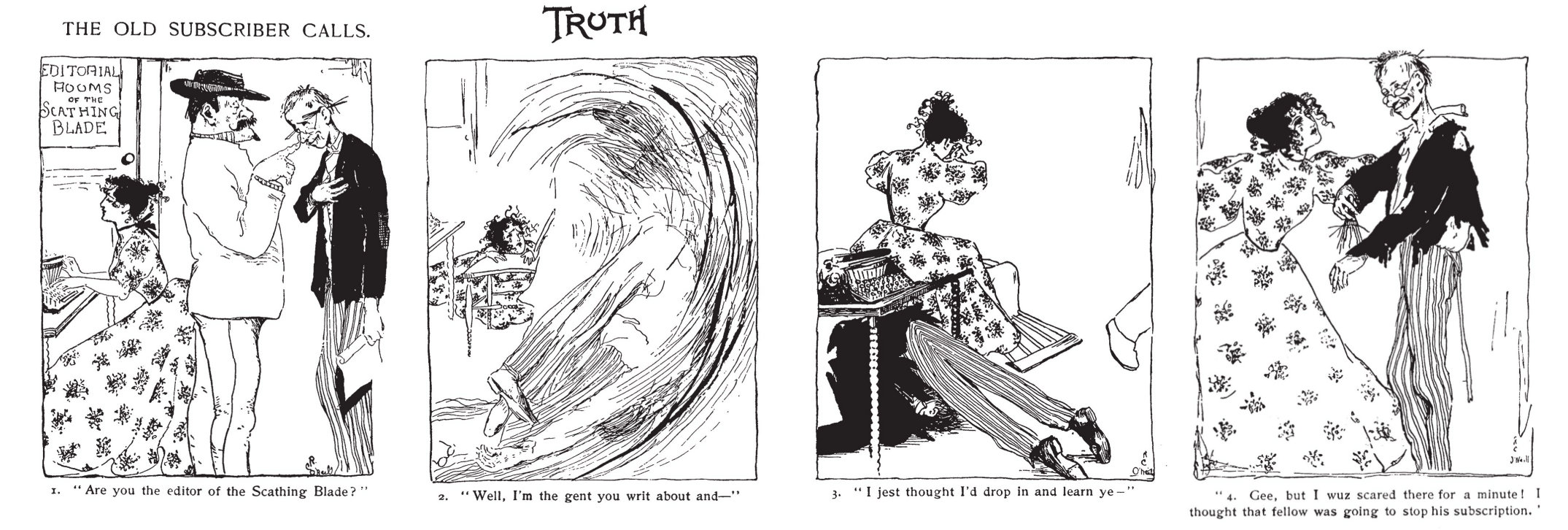
Old suscriber calls.

Rose O'Neill naît le 25 juin 1874 à Wilkes-Barre. En 1888, à l'âge de 13 ans elle remporte un prix de dessin organisé par un journal d'Omaha. Sa maîtrise du trait lui permet deux ans plus tard de vendre un dessin au Truth Magazine et ainsi de commencer sa carrière[Laquelle ?]. Elle vit ensuite dans un couvent tenu par les sœurs de Saint-Régis, ce qui ne l'empêche pas de travailler comme dessinatrice de presse ou illustratrice de romans. Elle place ainsi ses illustrations dans des magazines comme Colliers, Harper's Bazaar et Life. Pour masquer qu'elle est une femme, elle signe ses premiers travaux C.R.O. Une fois le succès atteint, elle marquera ses dessins de son nom complet. En septembre 1896, un an après le début de la publication de The Yellow Kid, considéré souvent comme la première bande dessinée, Rose O'Neill dessine un comic strip pour le magazine Truth. Il s'agit probablement de la première bande dessinée réalisée par une femme. Cette même année elle épouse Gray Lapham qu'elle a rencontré en 1892. Elle en divorce en 1901.

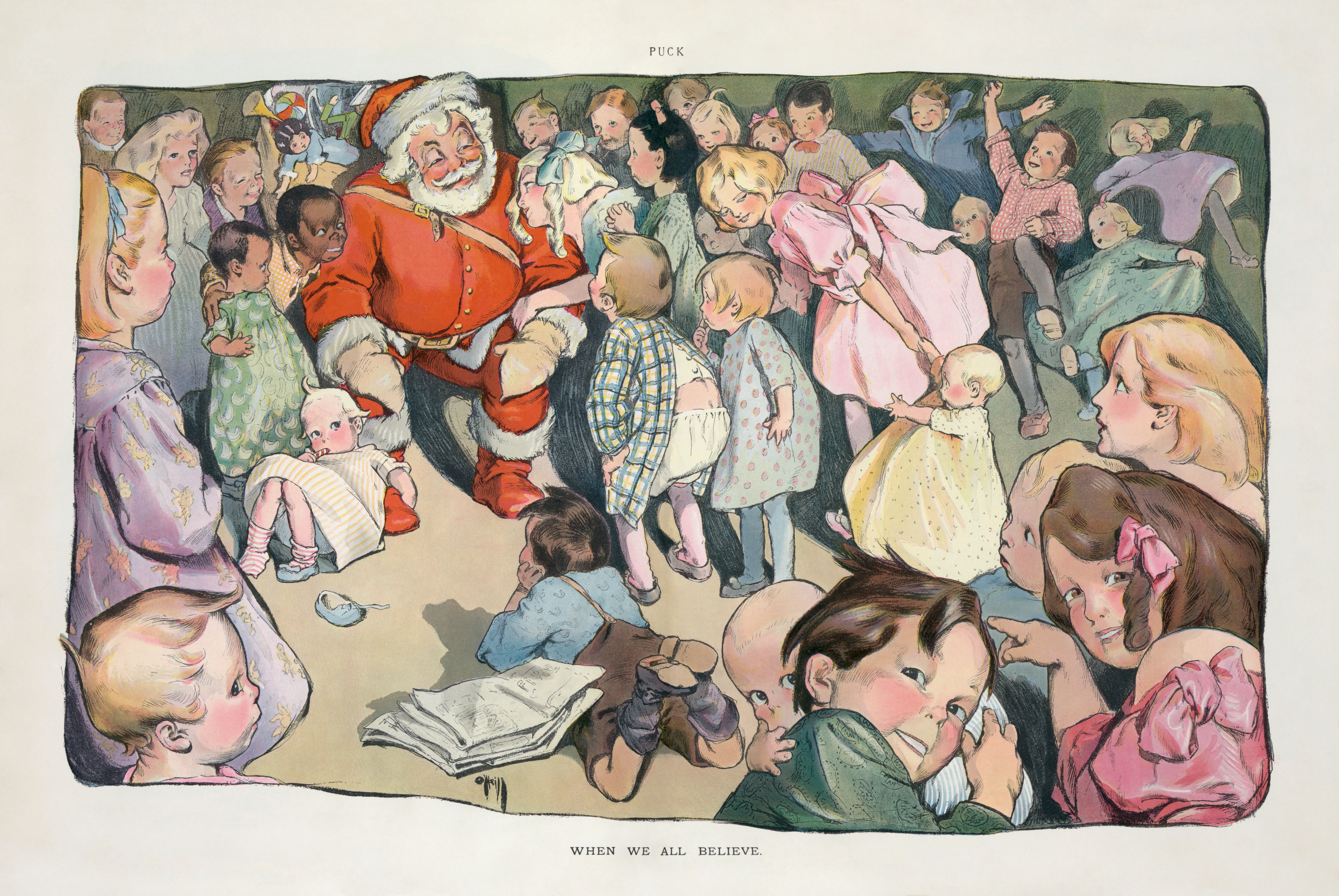
When We All Believe (Quand nous croyons tous), une chromolithographie de Rose O'Neill publiée par Puck en 1903.

Elle travaille alors pour le magazine Puck où elle rencontre  l'auteur Harry Leon Wilson (en). Ils se marient en 1902. Elle ne cesse de travailler et illustre les ouvrages de son mari puis en 1903, elle écrit son premier roman intitulé The Love of Edwy. Le mariage ne dure cependant pas et en 1908 les deux se séparent.

### Les Kewpies

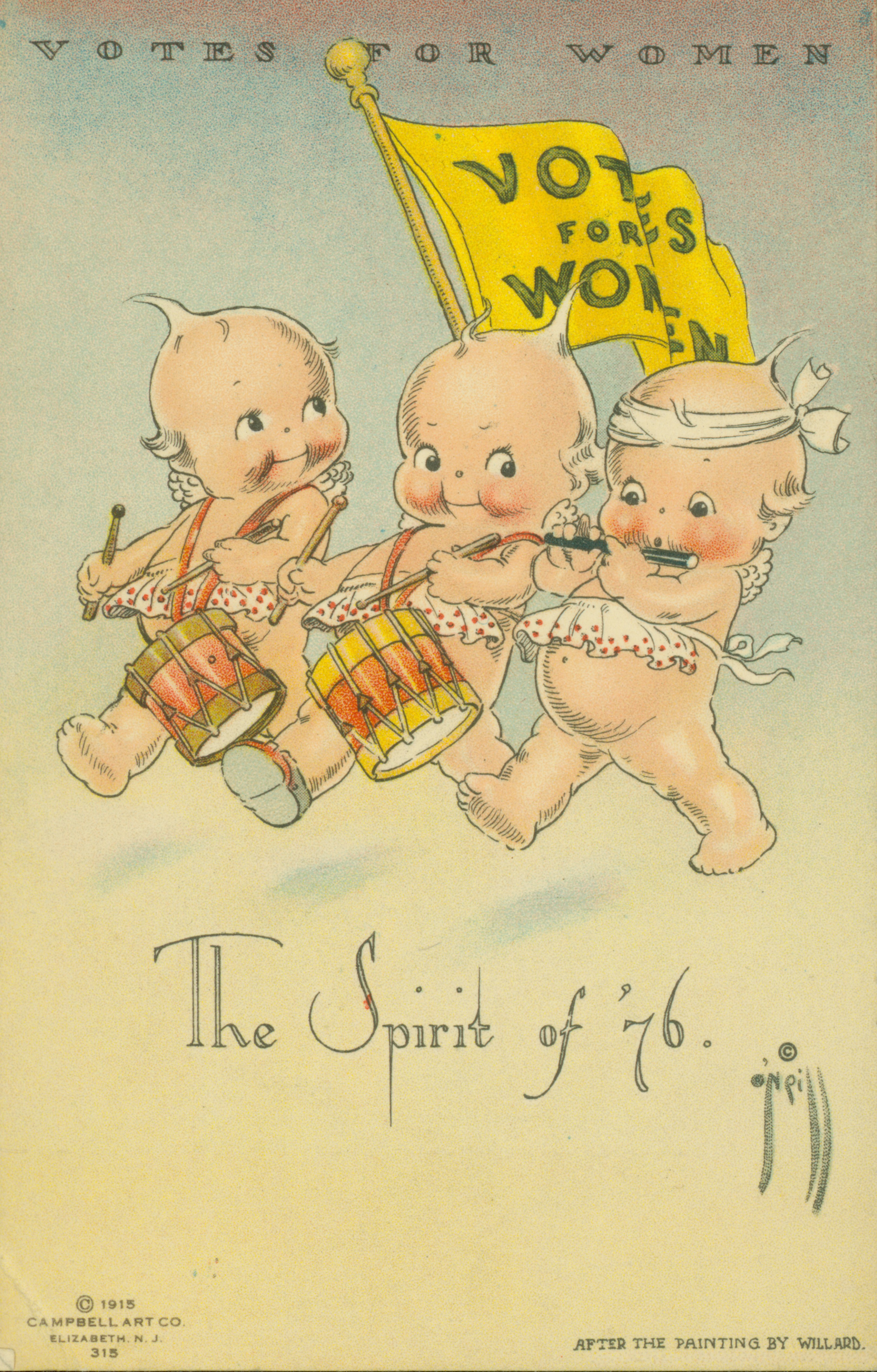
Quelques Kewpies soutenant le droit de vote des femmes.

Rose O'Neill est surtout connue pour avoir créé les Kewpies, de petits chérubins joufflus apparus dans un comic strip du Ladies' Home Journal en 1909 mais qui se retrouvent aussi dans le Woman's Home Companion et le Good Housekeeping. Ces angelots souriants plaisent tellement qu'ils font bientôt l'objet d'un merchandising important et ils se retrouvent sur des tabliers aussi bien que sur des parapluies. Viennent ensuite des poupées en papier avant qu'un modèle en plâtre soit créé. En 1912, Rose O'Neill part pour l'Allemagne avec ce prototype et trouve une entreprise qui crée une version en biscuit. Les poupées Kewpies sont fabriquées en masse et vendues aux États-Unis. Le succès de ces poupées et des autres produits dérivés font d'O'Neill la première illustratrice multimillionnaire en dollars.
Le merchandising n'est pas une nouveauté pour Rose O'Neill car en 1909, elle est engagée par la société Jell-O pour dessiner toutes ses publicités.

### En France
À côté de ses Kewpies, Rose O'Neill réalise aussi des dessins qui ne sont pas destinés à être publiés, et qui ont pour source d'inspiration les rêves et la mythologie. En 1921, elle se rend à Paris pour les exposer et s'y voit comparer par certains à Gustave Doré. Elle reste cinq ans en France où elle vit en concubinage avec un ancien officier de la Première Guerre mondiale, Jean Gallenne. Elle revient régulièrement aux États-Unis mais c'est en France qu'elle mène une carrière d'artiste.  
Rose O'Neill fut également poète, romancière. 
Elle est inscrite au National Women's Hall of Fame.

## Activités féministes

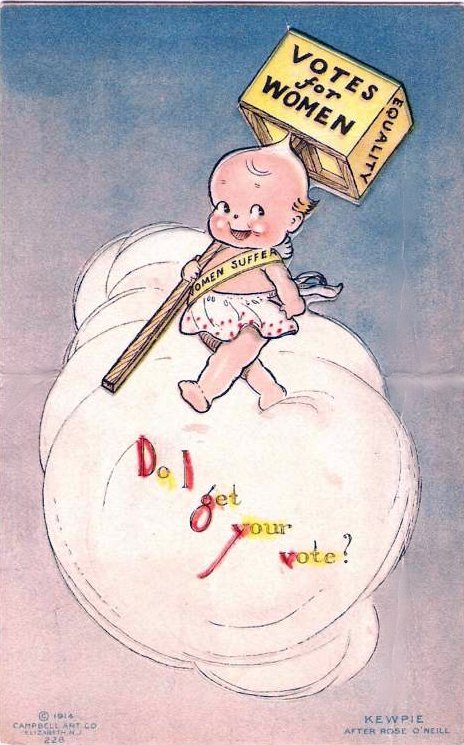
Carte postale de 1914 en faveur des suffragettes représentant un Kewpie.

Lorsque sa carrière commence, Rose O'Neill préfère rester en retrait. Le choix de mettre seulement ses initiales sur ses premiers dessins, masquant ainsi qu'elle est une femme, en est le signe le plus évident. Cependant, dès qu'elle commence à être célèbre, non seulement elle signe avec son nom complet mais aussi elle use de sa notoriété pour promouvoir les idées féministes. Avec sa sœur Callista, elle manifeste pour que le droit de vote soit reconnu pour les femmes,. Elle dessine aussi de nombreuses cartes ou des posters pour soutenir le droit de vote ; les Kewpies ou des bébés leurs ressemblant sont souvent présents sur ceux-ci.

## Hommage
Rose O'Neill dans les années 1920 tient un salon dans lequel elle accueille de nombreux artistes : peintres, poètes, musiciens, etc. et plusieurs créent des œuvres en son honneur. Ainsi Ballard MacDonald (en) écrit pour elle le ragtime Rose of Washington Square qui en 1939 a été utilisé dans le film musical homonyme réalisé par Gregory Ratoff. 
En 2022, elle est inscrite par choix du jury au temple de la renommée Will Eisner.